# Liste der Naturschutzgebiete im Landkreis Verden
Im Landkreis Verden gibt es 16 Naturschutzgebiete (Stand April 2025).
| Name des Gebietes                             | Bild           | Kennung | WDPA      | Landkreis / Stadt                                                   | Beschreibung / Bemerkungen | Standort | Fläche in Hektar | Jahr der Verordnung |
| --------------------------------------------- | -------------- | ------- | --------- | ------------------------------------------------------------------- | -------------------------- | -------- | ---------------- | ------------------- |
| Auequelle                                     | weitere Bilder | LÜ 058  | 81324     | Landkreis Rotenburg, Landkreis Verden                               |                            | Position | 5,32             | 1974                |
| Blender See                                   | weitere Bilder | LÜ 023  | 81420     | Landkreis Verden                                                    |                            | Position | 6,55             | 1936                |
| Dünengebiet und Halsetal bei Verden-Neumühlen | weitere Bilder | LÜ 007  | 81560     | Landkreis Verden                                                    |                            | Position | 15,51            | 1936                |
| Fischerhuder Wümmeniederung                   | weitere Bilder | LÜ 270  | 378080    | Landkreis Verden                                                    |                            | Position | 769,68           | 2006                |
| Hügelgräber-Heide bei Kirchlinteln            | weitere Bilder | LÜ 015  | 81950     | Landkreis Verden                                                    |                            | Position | 7,03             | 1936                |
| Hühnermoor                                    | weitere Bilder | LÜ 218  | 163816    | Landkreis Verden                                                    |                            | Position | 143,67           | 1997                |
| Lehrdetal                                     | weitere Bilder | LÜ 347  | 322555    | Landkreis Rotenburg (Wümme), Landkreis Heidekreis, Landkreis Verden |                            | Position | 441              | 2019                |
| Mausohrjagdgebiet Lindhoop                    | weitere Bilder | LÜ 337  | 555690916 | Landkreis Verden                                                    |                            | Position | 32               | 2018                |
| Ottersberger Moor                             | weitere Bilder | LÜ 217  | 164970    | Landkreis Verden                                                    |                            | Position | 95,62            | 1997                |
| Sandtrockenrasen Achim                        | weitere Bilder | LÜ 211  | 165319    | Landkreis Verden                                                    |                            | Position | 57,75            | 1994                |
| Untere Allerniederung im Landkreis Verden     | weitere Bilder | LÜ 306  | 555537411 | Landkreis Verden                                                    |                            | Position | 1064,00          | 2016                |
| Verdener Moor                                 | weitere Bilder | LÜ 176  | 166051    | Landkreis Verden                                                    |                            | Position | 90,81            | 1989                |
| Waller Flachteiche                            | weitere Bilder | LÜ 338  | 555690915 | Landkreis Verden                                                    |                            | Position | 22,7             | 2018                |
| Waller Moor                                   | weitere Bilder | LÜ 133  | 166161    | Landkreis Verden                                                    |                            | Position | 24,81            | 1985                |
| Wedeholz                                      | weitere Bilder | LÜ 348  | 555700677 | Landkreis Rotenburg (Wümme), Landkreis Verden                       |                            | Position | 183              | 2013                |
| Wiestetal                                     | weitere Bilder | LÜ 295  | 555560679 | Landkreis Rotenburg, Landkreis Verden                               |                            | Position | 380,06           | 2013                |